# Đệ Tứ Cộng hòa Pháp
Đệ Tứ Cộng hòa Pháp (tiếng Pháp: la Quatrième République) là chính phủ cộng hòa tại Pháp từ năm 1946 tới năm 1958, được quy định bởi hiến pháp nền cộng hòa thứ tư. Đệ Tứ Cộng hòa được thành lập sau khi Chiến tranh thế giới thứ hai kết thúc để thay thế cho Đệ Tam Cộng hòa. Hiến pháp của nền cộng hòa thứ tư được thông qua vào ngày 13 tháng 10 năm 1946.
Đệ Tứ Cộng hòa chứng kiến thời đại tăng trưởng kinh tế tại Pháp và sự hồi phục của các thiết chế xã hội và nền công nghiệp quốc gia sau chiến tranh thế giới thứ hai, cũng như đóng vai trò quan trọng trong sự phát triển quá trình hội nhập châu Âu, điều đã thay đổi lục địa này một cách lâu dài. Thành tựu đáng kể nhất của nền cộng hòa thứ tư là cuộc cải cách xã hội và phát triển kinh tế. Vào năm 1946, chính phủ thành lập một hệ thống an sinh xã hội toàn diện để đảm bảo bảo hiểm thất nghiệp, trợ cấp cho người tàn tật và người già, cũng như dịch vụ chăm sóc sức khỏe tới tất cả mọi người.
Một số nỗ lực được tạo ra để tăng cường ngành hành pháp của chính phủ để đối phó với tình trạng bất ổn từng diễn ra trước chiến tranh, tuy nhiên sự bất ổn vẫn tiếp diễn và dẫn tới một số thay đổi trong chính phủ – đã có 21 chính quyền hiện diện trong 12 năm lịch sử của nó. Thêm vào đó, chính phủ không thể đưa ra các quyết định hiệu quả trong vấn đề giải phóng thuộc địa tại nhiều nước thuộc địa của Pháp. Sau nhiều khủng hoảng liên tiếp, đặc biệt là khủng hoảng Algérie 1958, nền cộng hòa thứ tư Pháp chính thức sụp đổ. Tướng Charles de Gaulle trở lại để chỉ đạo chính quyền chuyển tiếp nhằm xây dựng Hiến pháp của nước cộng hòa Pháp. Nền nền cộng hòa thứ tư giải thể bởi cuộc trưng cầu công khai vào ngày 5 tháng 10 năm 1958, mở đường cho sự thành lập nền cộng hòa thứ năm Pháp như ngày nay với quyền lực Tổng thống được củng cố.

## Lịch sử
Dự thảo đầu tiên của hiến pháp đã được Quốc hội lập hiến soạn thảo vào đầu năm 1946. Dự án dự kiến một Quốc hội độc viện là một cơ quan lập pháp, chức vụ Tổng thống thực hiện các chức năng đại diện (do Quốc hội bầu), Hội đồng Bộ trưởng là cơ quan hành pháp, mà Chủ tịch được Quốc hội bầu. Dự án đã bị từ chối trong một cuộc trưng cầu dân ý. Dự thảo thứ hai của hiến pháp đã được Quốc hội lập hiến soạn thảo vào mùa thu năm 1946, quy định cho một quốc hội lưỡng viện bao gồm Hội đồng Cộng hòa, do Quốc hội bầu cử và các đại học bầu cử, do Quốc hội bầu ra theo hệ thống tỷ lệ, chức vụ của Chủ tịch Quốc hội. và chịu trách nhiệm trước quốc hội, Ủy ban Hiến pháp với tư cách là cơ quan giám sát hiến pháp.
Năm 1953, một cuộc cải cách hiến pháp đã được thực hiện, một cuộc bỏ phiếu bất tín nhiệm bắt đầu được thực hiện bởi một đa số đơn giản mà không có sự kiêng nể, Chủ tịch Hội đồng Bộ trưởng đã nhận được quyền hạn bổ sung để giải tán Quốc hội, chính phủ đã nhận được quyền hạn chế hoạt động lập pháp trong khuôn khổ quyền lực được ủy quyền. đã giới thiệu một thủ tục đơn giản hóa để bầu Tổng thống (không cần tranh luận, theo đa số đơn giản), quy định về liên minh đã bị bãi bỏ Chính phủ Liên minh, hệ thống tỷ lệ đã được thay thế bởi một đa số.
Cho đến tháng 5 năm 1947, Pháp nằm dưới sự kiểm soát của liên minh các đảng trung tả và trung hữu, bao gồm những người cộng sản. Để loại bỏ khỏi quyền lực một mặt Đảng Cộng sản (lực lượng chính trị lớn nhất trong quốc hội), mặt khác Cuộc biểu tình của người Pháp (RPF), một liên minh được thành lập (cái gọi là "lực lượng thứ ba"..), trong đó bao gồm các SFIO (Các nhà xã hội), Phong trào Cộng hòa Dân tộc Nhân dân (Dân chủ Thiên chúa giáo), những người cực đoan và Trung tâm Quốc gia độc lập và trung tâm quốc gia. Một phần của các đại biểu RPF không đồng ý với Charles de Gaulle, gia nhập liên minh cầm quyền, sau đó De Gaulle năm 1953 tạm thời rời khỏi chính trường. Năm 1956, chính phủ của Mặt trận Cộng hòa được thành lập, bao gồm những người xã hội chủ nghĩa và cực đoan, công nhận nền độc lập của Algérie và Maroc, nhưng vào tháng 5 năm 1957, chính phủ này đã sụp đổ.
Mức lương tương đương cho lao động nữ và nam được đảm bảo, hệ thống hỗ trợ của nhà nước cho người thất nghiệp được mở rộng. Một tuần làm việc 40 giờ đã được khôi phục, ngày nghỉ được trả lương và mức lương cao hơn cho tiền làm thêm giờ đã được giới thiệu. Từ năm 1950, một mức lương tối thiểu được bảo đảm trên toàn quốc đã được đưa ra, thay đổi theo sự năng động của mức sinh hoạt tối thiểu. Tuổi nghỉ hưu cho tuổi già và khuyết tật được đặt là 65 tuổi. Một hệ thống bảo hiểm xã hội nhà nước thống nhất được thành lập, mở rộng cho tất cả nhân viên, trừ công nhân nông nghiệp. Để cải thiện tình hình nhân khẩu học và kích thích khả năng sinh sản, các lợi ích cho cha mẹ có con được giới thiệu. Thời kỳ được đánh dấu bằng sự sụp đổ của đế quốc thực dân Pháp, các cuộc chiến tranh ở Đông Dương, sau đó ở Bắc Phi. Pháp trở thành một trong những người sáng lập Liên Hợp Quốc, gia nhập NATO và các công trình kiến trúc mới nổi của châu Âu như Liên minh Than và Thép. Trong chính trị trong nước - thời kỳ bất ổn mạnh mẽ sau chiến tranh, làm tăng ảnh hưởng của những người cộng sản (đầu thời kỳ) và cực hữu (cuối thời kỳ). Sự khởi đầu của tăng trưởng kinh tế ("Ba mươi năm huy hoàng") đi kèm với lạm phát không được kiểm soát. Cái gọi là chính phủ ma ma của người Hồi giáo thường thay đổi (thường là 2-3 lần từ chức thủ tướng mỗi năm).
Vào tháng 5 năm 1958, sau cuộc khủng hoảng ở Algérie, Charles de Gaulle lên nắm quyền, người đã tổ chức cải cách hiến pháp của vị trí thủ tướng, theo đó một nền cộng hòa tổng thống được thành lập. Vào tháng 10 năm 1958, một hiến pháp mới đã được thông qua bởi cuộc trưng cầu dân ý vào tháng 11, chủ tịch hạ viện Koti đã ký nó. Điều này đã kết thúc lịch sử của nền cộng hòa thứ tư và bắt đầu nền cộng hòa thứ năm; Vào tháng 12 cùng năm, De Gaulle đã được bầu làm tổng thống.

## Kết thúc
Năm 1954, sau khi Liên bang Đông Dương độc lập, một cuộc nổi loạn đã diễn ra ở Algérie và chính quyền thực dân Pháp ban đầu đã thành công trong việc kiềm chế cuộc nổi loạn. Tuy nhiên, các phương thức tra tấn được sử dụng bởi quân đội Pháp đã trở thành một vụ bê bối công khai lớn. Việc thực hiện hệ thống bắt buộc cũng gây ra sự khác biệt lớn trong xã hội trong cộng đồng. Trong khi Pháp thành công trong việc đàn áp cuộc nổi loạn trong quân đội, cách tiếp cận bạo lực để duy trì thuộc địa đã bị nghi ngờ về mặt đạo đức bởi một số lượng lớn công chúng.
Năm 1958, khi chính phủ đề xuất đàm phán với những người theo chủ nghĩa dân tộc Algérie, nền cộng hòa thứ tư đang gặp khủng hoảng. Phe cánh hữu Pháp chiếm Algiers, thủ đô của Algérie và họ yêu cầu trừ khi Charles de Gaulle lên nắm quyền, họ sẽ tấn công Paris. Do đó, Quốc hội Pháp đã buộc phải trao toàn quyền cho Charles de Gaulle trở thành thủ tướng cuối cùng của nền cộng hòa thứ tư. Ông sửa đổi chương trình nghị sự hiến pháp với ý tưởng cơ bản là mở rộng chức tổng thống. Vào ngày 28 tháng 9 cùng năm, sau cuộc trưng cầu dân ý và tổng tuyển cử tại Quốc hội, Charles de Gaulle và các đảng chính trị ủng hộ nền cộng hòa thứ năm đã chiếm đa số trong Quốc hội và Pháp đã thông qua hiến pháp mới. Vào ngày 5 tháng 10, Đệ Ngũ Cộng hòa Pháp chính thức được thành lập. De Gaulle chính thức nhậm chức vào năm sau và nền cộng hòa thứ tư kết thúc.

## Thủ tướng
| Thủ tướng                | Bắt đầu nhiệm kỳ     | Đảng phái     |
| ------------------------ | -------------------- | ------------- |
| Paul Ramadier            | 22 tháng 1 năm 1947  | SFIO          |
| Robert Schuman           | 24 tháng 10 năm 1947 | MRP           |
| Andre Marie              | 26 tháng 4 năm 1948  | Đảng cấp tiến |
| Robert Schuman           | 5 tháng 9 năm 1948   | MRP           |
| Henri Queuille           | 11 tháng 9 năm 1948  | Đảng cấp tiến |
| Georges Bidault          | 28 tháng 11 năm 1949 | MRP           |
| Henri Queuille           | 2 tháng 4 năm 1950   | Đảng cấp tiến |
| Rene Pleven              | 12 tháng 4 năm 1950  | UDSR          |
| Henri Queuille           | 10 tháng 3 năm 1951  | Đảng cấp tiến |
| Rene Pleven              | 11 tháng 8 năm 1951  | UDSR          |
| Edgar Faure              | 20 tháng 1 năm 1952  | Đảng cấp tiến |
| Antoine Pinay            | 8 tháng 3 năm 1952   | CNIP          |
| Rene Mayer               | 8 tháng 1 năm 1953   | Đảng cấp tiến |
| Joseph Laniel            | 27 tháng 6 năm 1953  | CNIP          |
| Pierre Mendes France     | 18 tháng 6 năm 1954  | Đảng cấp tiến |
| Edgar Faure              | 23 tháng 2 năm 1955  | Đảng cấp tiến |
| Guy Mollet               | 31 tháng 1 năm 1956  | SFIO          |
| Maurice Bourgès-Maunoury | 12 tháng 6 năm 1957  | Đảng cấp tiến |
| Felix Gaillard           | 6 tháng 10 năm 1957  | Radical       |
| Pierre Pflimlin          | 13 tháng 5 năm 1958  | MRP           |
| Charles de Gaulle        | 1 tháng 6 năm 1958   | UNR           |